# Fajã dos Vimes

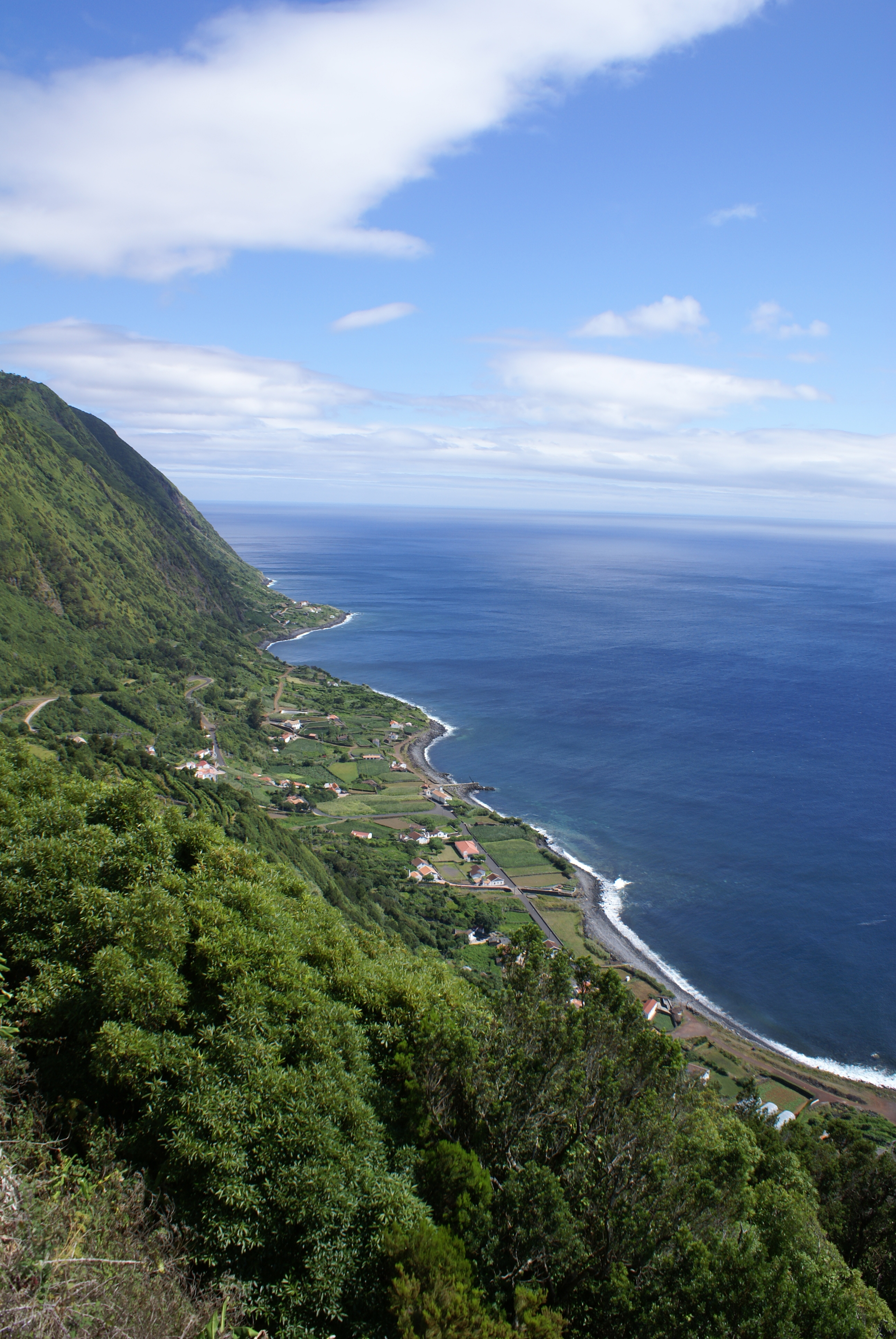
Vista parcial da Fajã dos Vimes, e a respectiva falésia, ilha de São Jorge, Açores, Portugal.

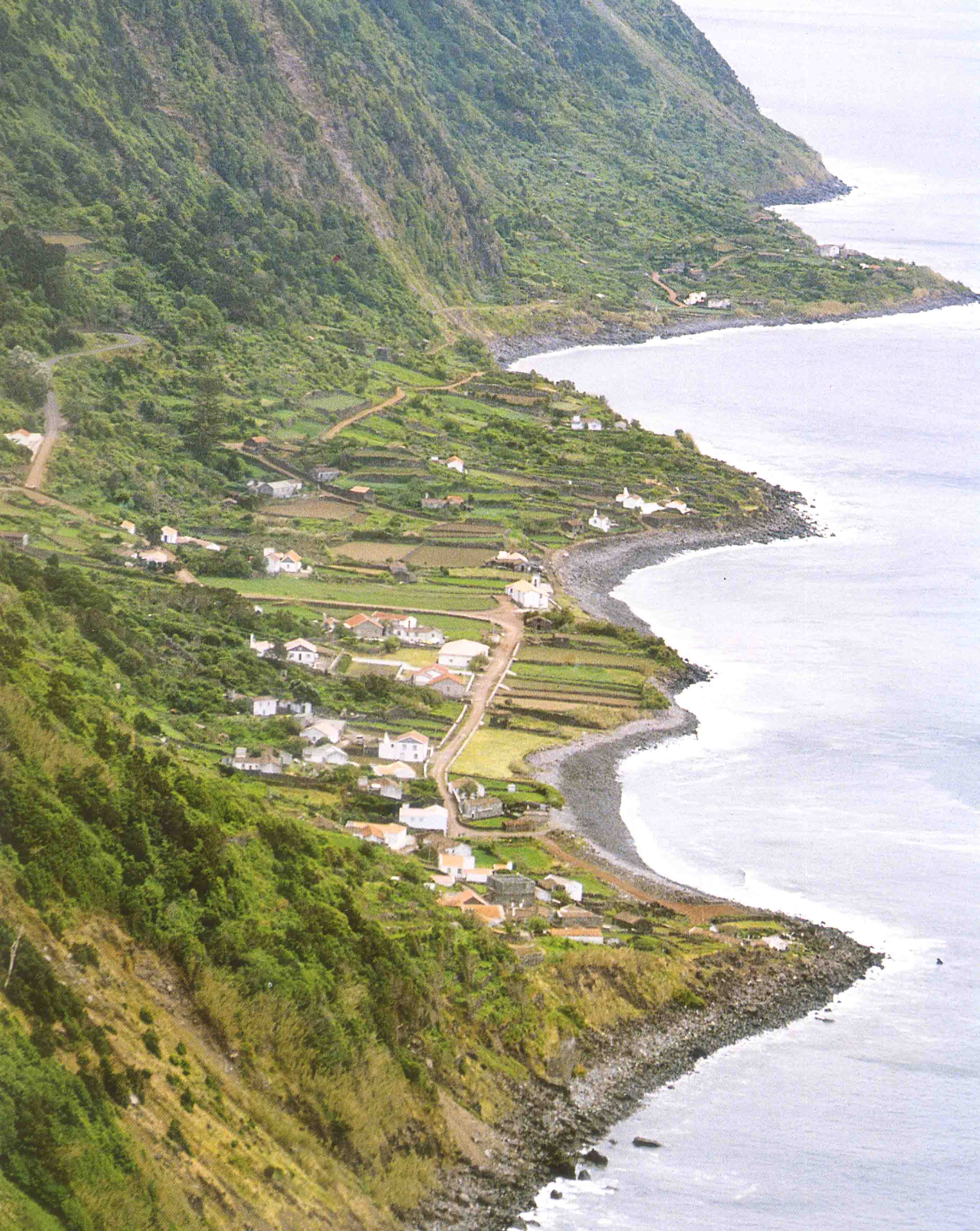
Fajã dos Vimes. A Falésia.

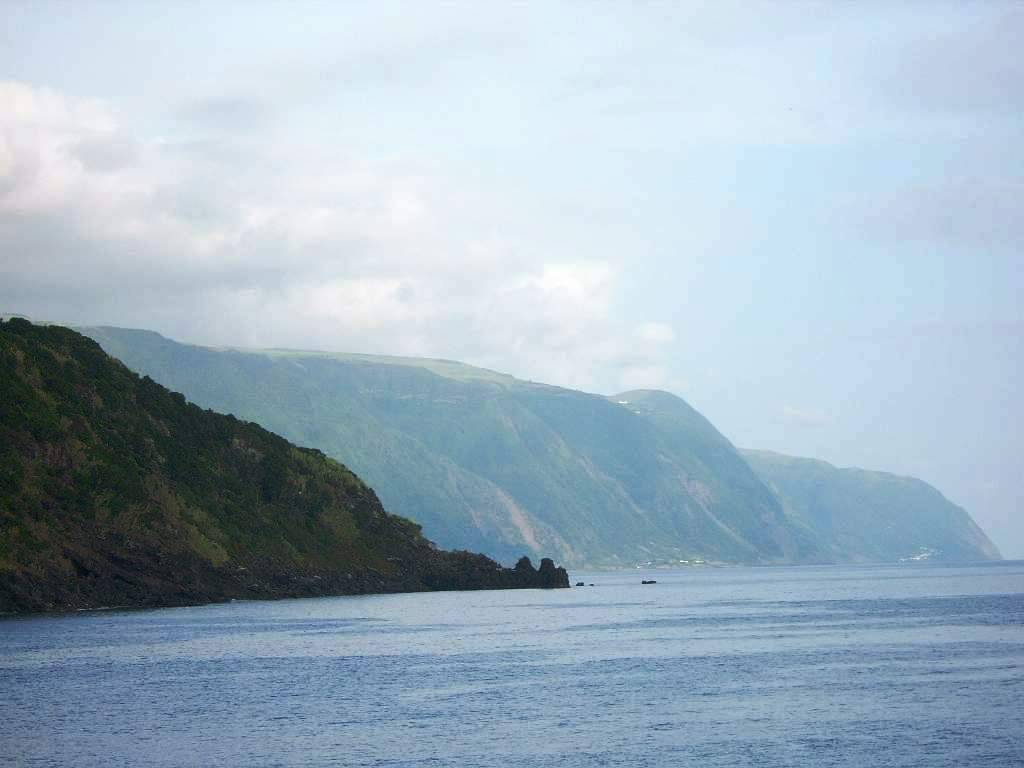
Falésias da Costa Norte, Fajã dos Vimes e Fajã de São João, foto de junto ao Porto da Calheta, ilha de São Jorge, Açores, Portugal.JPG.

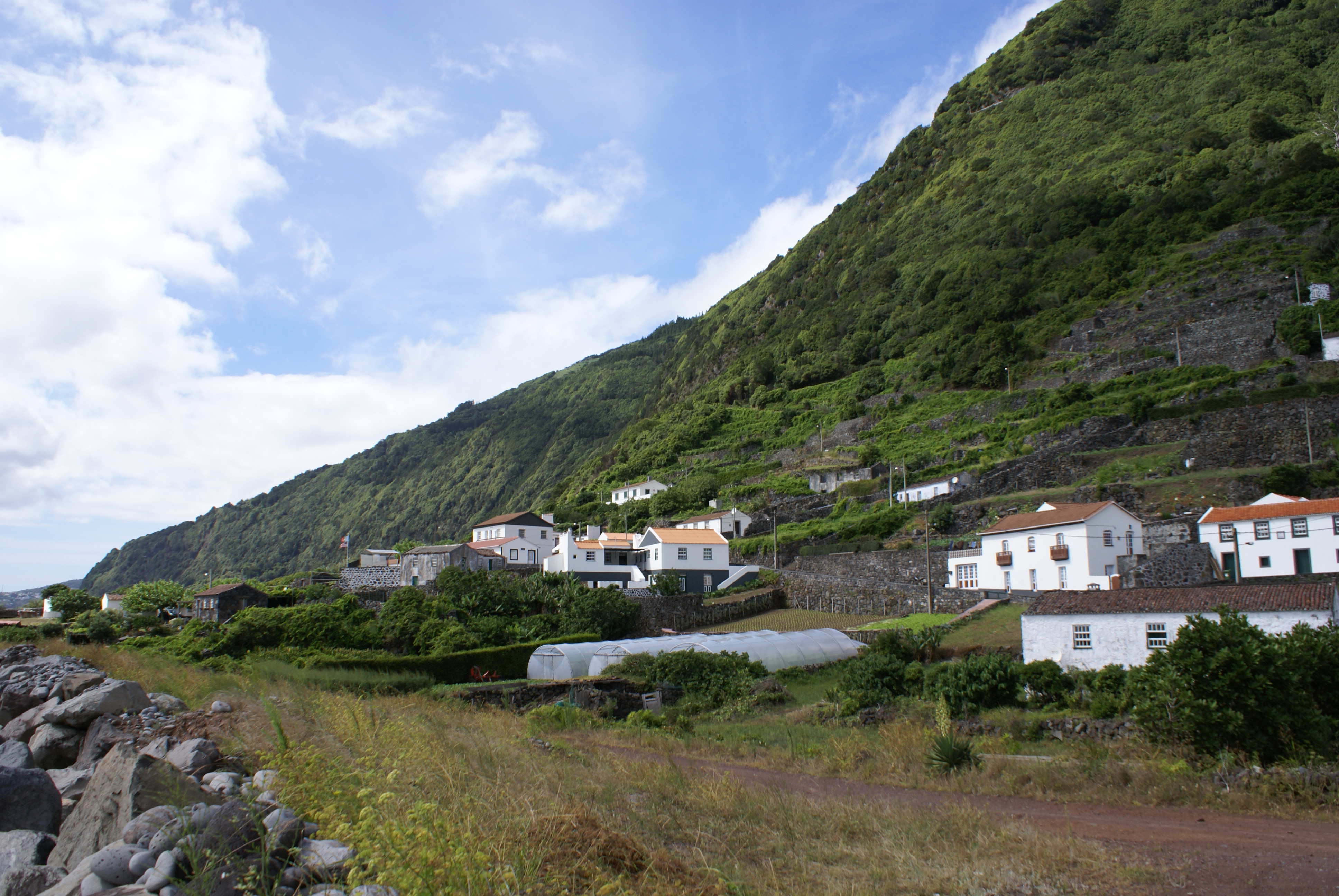
Casario

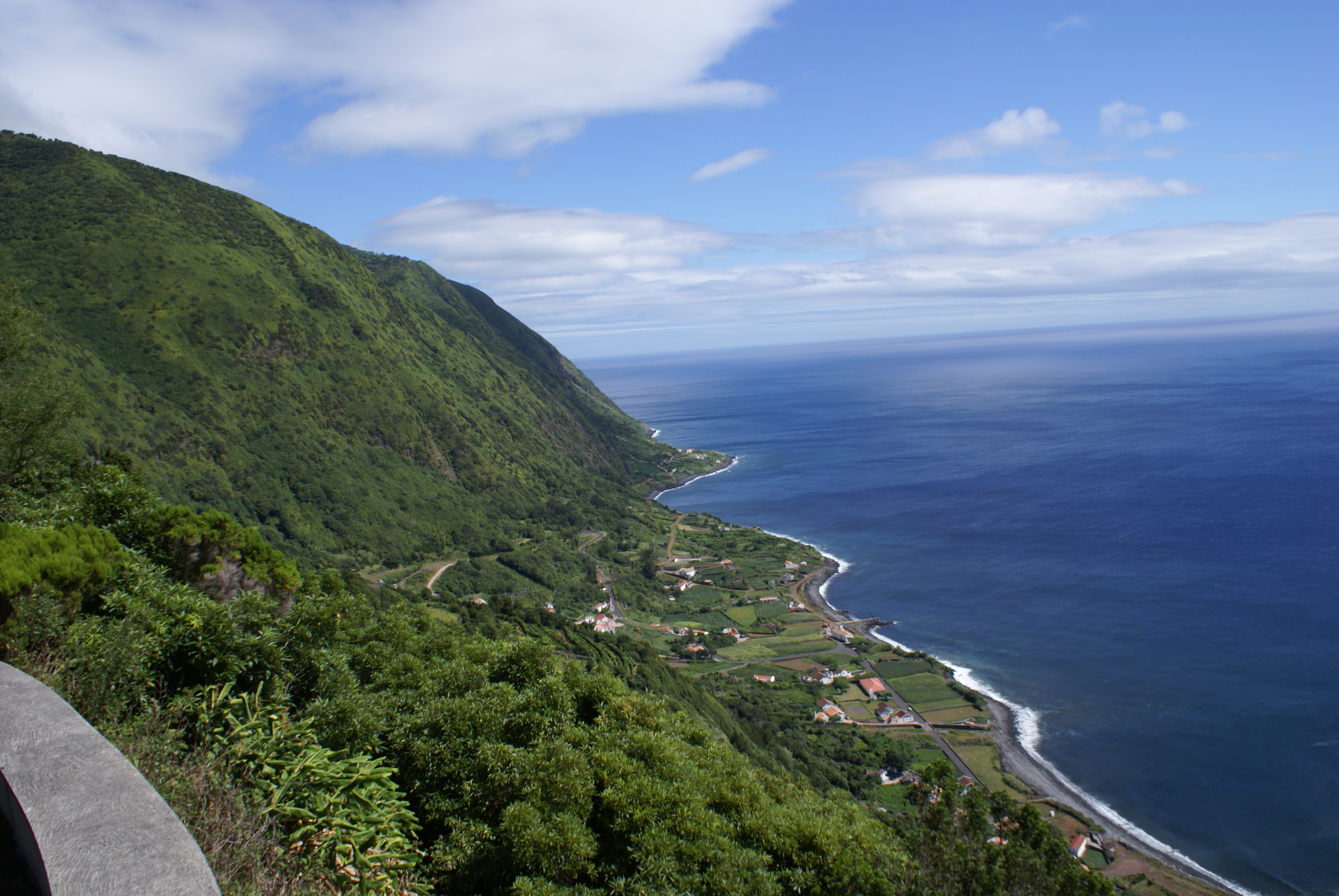
Casario

A Fajã dos Vimes é uma fajã Portugal|portuguesa localizada na costa Sul da ilha de São Jorge, entre a Fajã da Fonte do Nicolau e a Fajã da Fragueira, pertence à freguesia da Ribeira Seca, Concelho da Calheta (Açores).
Esta fajã é famosa pelas chamadas colchas aqui produzidas feitas e tecidas por artesãs aqui nascidas e criadas, em antigos teares de pedais feitos em madeira.
Há algumas décadas esteve estabelecida, na sua Capela de São Sebastião, a Ordem Terceira de Nossa Senhora do Carmo, cuja festa é a 16 de Julho.
Uma festa também muito concorrida é a que se celebra no dia do Corpo de Deus, quando pessoas de toda a ilha descem à fajã para comerem peixe frito, lapa, inhame e batata que, regados com bom vinho, são oferecidos pela população local a todos os visitantes.
Uma curiosidade nesta fajã foi uma posição por ordem do Município da Calheta (Açores), datada de Novembro de 1661, cada em agricultor tinha de entregar, na administração do Concelho, 20 caudas de coelho, 30 caudas de rato e 30 bicos de pássaro. A isto era chamado: "O Imposto para a Salvação do Trigo". Era então obrigatório cada agricultor possuir um cão e um furão, para manter as suas terras limpas de coelhos e ratos.
Em tempo que já lá vão a Ermida de São Sebastião foi sede de Paróquia, com cura residente que atendia as necessidades dos mais de 500 habitantes desta e doutras fajãs vizinhas. Agora está integrada na Paróquia da Ribeira Seca.
Os peixes mais abundantes nesta fajã são o cherne, o rocaz, o congro, o boca-negra e o chicharro.
Tal como na vizinha fajã dos Bodes, aparecem aqui durante todo o ano o ferlicú e o maçarico real.
Os terrenos nesta fajã encontram-se cultivados com milho, cevada, vinha, batata, feijão, cafeeiros e inhame. Estes últimos são mais abundantes na zona.
Conta a história que o terramoto de 1757 destruiu por completo esta fajã. Após este evento, ficaram mortas no adro da igreja, 128 pessoas, entre os quais o Vigário e o Cura da localidade.
No total faleceram na ilha 1034 pessoas em consequência deste enorme terramoto cuja escala se estima ter sido 7,4 M.
Este tremor de terra causou grandes movimentos de terra que se me tradusiram em desabamentos, quebradas, escorregamentos de terra ao longo das falésias.
Alguns foram tão grandes que originaram novas fajãs como foi o caso da fajã da Ponta Nova.
Em consequência desse acontecimento, o Rei D. José de Portugal mandou, por Carta Régia, que o arrendamento a senhorios da ilha Terceira fosse passado a Censo Perpétuo.
Esta fajã tem três chafarizes, datados de 1882 e 1883 e ainda outro, junto à igreja, que não tem data.
Aqui vêem desaguar as águas da Ribeira dos Vimes, da Ribeira do Capadinho, e da Grota do Moledo ou Grotão. Situada na zona do Tabuleiro. Ainda se podem ver cinco moinhos de água. Um fica no "Rio" e está em mau estado de conservação. Os outros encontram-se nas margens da Ribeira dos Vimes.
Nesta mesma ribeira brota uma fonte de água mineral.
Só um dos dois poços de baixa-mar está em boas condições. A altura da sua água varia com as marés.
O porto da fajã dos Vimes sofreu grande destruição com a enchente de 3 de Fevereiro de 1899 que atingiu toda a costa Sul da ilha de São Jorge.
Corria o ano de 1992 quando uma grande tempestade, o Ciclone Bonnie, fez chover torrencialmente nas serras sobranceiras à fajã.
Esse acontecimento fez com que a Ribeira dos Vimes trouxesse tanta água que rebentou com a ponte aí existia tendo este de ser reconstruída desde os alicerces.
Esta fajã é a única de São Jorge com escola primária que aí foi instalada em 12 de Abril de 1886.
Aqui foi construído um Forte para defesa da costa, cuja ordem de construção data de Novembro de 1738, embora já fosse referido num documento de 1707.[carece de fontes?] Actualmente, destruído pelo tempo e pela incúria das pessoas não existe um único vestígio desta construção.

## Galeria

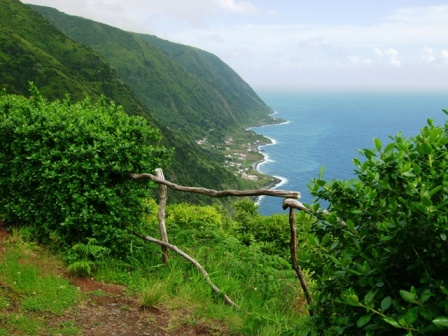
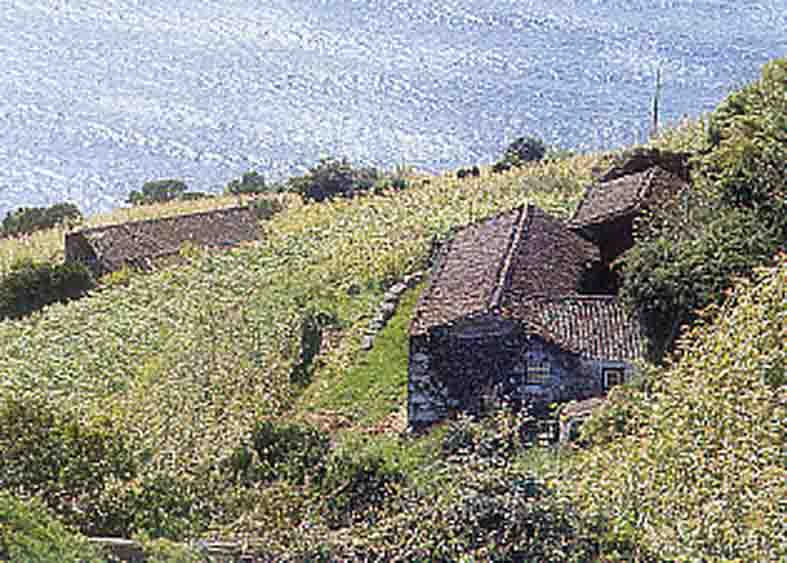